# Славный (Тверская область)
Славный — посёлок сельского типа в Торжокском районе Тверской области. Относится к Будовскому сельскому поселению.

## География
Посёлок находится в 3 км к востоку от города Торжка, в 1 км от автомагистрали Москва — Санкт-Петербург.

## История
На месте нынешнего посёлка существовало село Выставка (Новоспасское). В 1755 году в селе была построена каменная Преображенская церковь с 2 престолами.
В конце XIX — начале XX века село входило в состав Климовской волости Новоторжского уезда Тверской губернии.
С 1929 года село Выставка (Новоспасское) входило в состав Будовского сельсовета Торжокского района Тверского округа Московской области, с 1935 года — в составе Калининской области. С 1930-х годов в селе организуется отделение совхоза им. Молотова, после Великой Отечественной войны посёлок является центральной усадьбой опытно-производственного хозяйства НИИ льна им. В. И. Ленина. С 1994 года посёлок Славный в составе Будовского сельского округа, с 2005 года — в составе Будовского сельского поселения.

## Население
| 1859 | 1997  | 2002  | 2008 | 2010 |
| ---- | ----- | ----- | ---- | ---- |
| 77   | ↗1083 | ↘1013 | ↘983 | ↘975 |

## Инфраструктура
- ГУП ОПХ им. Ленина (ВНИИЛ)
- МБОУ Славнинская средняя общеобразовательная школа
- Славнинская сельская библиотека

## Достопримечательности
Сохранились остатки усадьбы начала XIX века, регулярный парк с прудом и действующая Преображенская церковь (1755).